# Страсбурзький трамвай
48°35′39″ пн. ш. 7°44′09″ сх. д. / 48.594167° пн. ш. 7.735833° сх. д.
Страсбурзький трамвай  (фр. Tramway de Strasbourg, нім. Straßenbahn Straßburg; Шаблон:Lang-gsw-FR) — трамвайна мережа, під орудою Compagnie des Transports Strasbourgeois, має у складі шість трамвайних ліній A, B, C, D, E та F, які працюють у містах Страсбург, Ельзас, Франція та Кель, Баден-Вюртемберг, Німеччина. 

Це одна з небагатьох трамвайних мереж, яка перетинає міжнародний кордон, на кшталт Базеля та Женеви. 
Перша трамвайна лінія в Страсбурзі, яка спочатку була кінною, була відкрита в 1878 році. 
Після 1894 року, коли була запроваджена електрична трамвайна мережа, була побудована широка мережа трамваїв, включаючи кілька магістральних ліній по обидва береги Рейну.
З 1930-х років використання цієї системи скоротилося, а в 1960 році послугу припинили паралельно з багатьма іншими трамвайними коліями того часу. Однак стратегічний перегляд вимог міського громадського транспорту призвів до реконструкції системи, успіх якої призвів до того, що інші великі міста Франції, такі як Монпельє та Ніцца, знову відкрили свої трамваї. 
Лінії A і D були відкриті в 1994 році, лінії B і C були відкриті у 2000 році, лінія E була відкрита у 2007 році, а лінія F була відкрита у 2010 році. 
Її вважають чудовим прикладом відродження трамвая в 1990-х роках. 
Разом з успіхом, досягнутим у Нанті з 1985 року, Страсбурзький експеримент призвів до будівництва трамваїв у багатьох інших міських районах Франції, а розширення трамвайних систем залишається поточним проектом у Страсбурзі та по всій Франції. 
З 2017 року трамвайна мережа також досягла Келя на правому березі Рейну в Німеччині. 
Хоча попередня трамвайна мережа іноді включала таку лінію, що перетинала Рейн, ця ділянка Рейну не формувала кордон між Францією та Німеччиною з 1871 року до кінця Першої світової війни та під час Другої світової війни, коли Ельзас (включаючи Страсбург) було приєднано до Німеччини.

## Історія
Перша трамвайна лінія в Страсбурзі, яка спочатку була кінною, була відкрита в 1878 році. 
Після 1894 року, коли була запроваджена електрична трамвайна мережа, у найбільшому місті Ельзасу була побудована розгалужена мережа трамваїв, включно з кількома лініями далекого прямування по обидва береги Рейну. 
Занепад трамвайної мережі почався в 1930-х роках і закінчився припиненням руху в 1960 році. 
Після тривалого процесу прийняття політичних рішень громади трамвай було відновлено в 1994 році. 
Під час реконструкції міста було відкрито 33 км колій із 5 трамвайними маршрутами.

### Конка
5 квітня 1877 року було засновано Страсбурзьку кінну залізничну компанію (нім. «Straßburger Pferde-Eisenbahngesellschaft»), а 25 квітня 1888 року назву було змінено на Страсбурзьку трамвайну компанію (нім. «Straßburger Straßenbahngesellschaft»). 

З травня 1897 року основним акціонером була компанія з виробництва електротехніки AEG. 
У 1912 році компанія була передана у володіння міста Страсбург. 
Коли в листопаді 1918 року Ельзас став частиною Франції, назву компанії було перекладено французькою мовою «Compagnie des tramways strasbourgeois» (CTS). 
У такому вигляді вона існує і сьогодні.
Громадський транспорт у Страсбурзі почався в 1848 році з кінних омнібусів і екіпажів. 
Перші колії стандартної ширини кінно/залізничної компанії були відкриті 20 липня 1878 року. 
Вони проходили через райони «Генгайм» і «Келер-брюкке». 
У центрі міста використовували коней. У передмісті вагони тягли невеликі паровозики. 
До 1885 року були відкриті нові лінії до передмість Кенігсгофен, Робертсау, Нойгоф і Вольфісгайм, а в 1886 році метрова колія була вперше використана для колії до Графенштадена.

### Електричні трамваї (1894 — 1960)
Електрична компанія AEG була залучена до електрифікації лінії в грудні 1894 року. 
Хоча контракт між містом і компанією передбачав збереження стандартної колії, з 1897 року стандартну колію було перешито на метрову. 
Були побудовані нові лінії до Кроненбурга, Лінгольсгейма та Брейшвікерсгайма. 
На додаток до мережі в місті, була побудована наземна мережа, яка в основному використовувала паровози, від Страсбурга до Вогезів, Кольмара та через Рейн до Бадену.
Після того як в 1918 році Страсбург став французьким, в 1920 році всі лінії на схід від Рейну (майже 50% міської мережі або 35% загальної мережі) були передані спочатку незабаром заснованій загальнонімецькій залізничній компанії Deutsche Reichsbahn, потім в 1922 р. регіональній Mittelbadische Eisenbahnen (Центральнобаденська залізниця).
У 1930 році мережа мала 234 км колій, близько 100 км у місті та 130 км приміських ліній, усе у Франції. 
У 1930 році було перевезено 55 мільйонів пасажирів, а в 1943 році — 71,5 мільйона пасажирів.

### Закриття оригінального трамвая

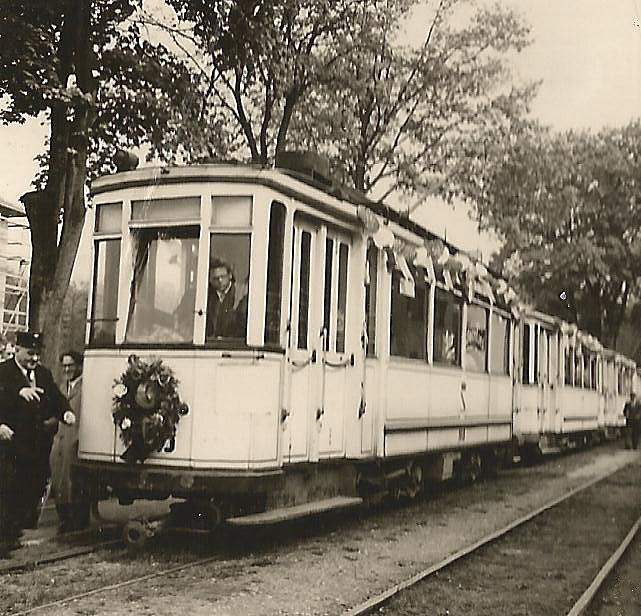
Останній рейс 1 травня 1960 року

У 1950-х роках трамвай, пошкоджений під час Другої світової війни, зіткнувся з конкуренцією з боку інших видів транспорту, таких як автобус, велосипед і приватний автомобіль. 
Трамвайна мережа була закрита в 1960 році і замінена автобусами; останній рейс трамвая відбувся 1 травня 1960 року, він віз чорний вінок, що нагадувало похоронну процесію. 

Велика частина трафіку перейшла до приватних автомобілів.

## Відновлення (1994)

### Дискусія: трамвай чи метро?
Через збільшення трафіку та забруднення міська громада Страсбурга розглянула можливість будівництва мережі Véhicule Automatique Léger (VAL) із двома лініями. 
Вибір системи швидкого транспорту став головною темою дебатів під час муніципальних виборів 1989 року, коли права більшість віддавала перевагу VAL, а опозиційні соціалісти виступали за сучасний трамвай.

Продавці в центрі міста також були за VAL, вважаючи, що будівництво трамваю та подальша втрата місць для паркування відлякує клієнтів. 
Водночас опозиція, яка виступала за трамвай, наголошувала на його економічній ефективності порівняно з VAL (1 кілометр колії VAL коштує стільки ж, скільки будівництво 4 кілометрів трамваю), а також на ревіталізації та пішохідній зоні центру міста, які передбачає будівництво трамваю.

### Перемога трамваю
З обранням Катрін Траутманн мером Страсбурга проект VAL було залишено на користь трамвая. 

Перша лінія, лінія А, була відкрита 25 листопада 1994 року. Завдовжки 9,8 км, це була четверта сучасна трамвайна мережа у Франції. 
 
Лінія прямувала від західного передмістя Отеп'єр до Ількірш-Граффенстаден (станція Баггерзе). 
Щоб перетнути залізничні лінії біля залізничного вокзалу Страсбурга, між станціями Rotonde і Ancienne Synagogue/Les Halles за допомогою тунелебурильної машини було прокопано тунель завдовжки 1400 м. Станція Страсбург-Віль, розташована на глибині 17 м під землею в цьому тунелі.
Художникам доручили створити роботи, пов’язані з містом. 
Зокрема, Oulipo відповідав за написання коротких текстів на колонках станцій, але з такими чотирма обмеженнями:
- Омофонічні варіації: речення, утворені зі складів у реченні «Le tramway de Strasbourg» (наприклад, Les trois mouettes de Strauss: pour), складають основу оповідання, яке закінчується вищезгаданим реченням.
- Топонімічні написи: написані в стилі словникової статті, вони представляють вигадану етимологію для кожної назви станції.
- Récit au beau présent — історія, написана лише буквами, які присутні в назві станції.
- Прислів’я, які були трансформовані додаванням слова «трамвай».[8]

Будівництво мережі супроводжувалося містобудівними роботами з метою сприяти трамвайному доступу до центру міста. 
Для того, щоб заохотити автомобілістів користуватися трамваєм, біля приміських станцій також побудували паркомісця. 

Дійсно, обґрунтуванням відновлення трамваю був передбачуваний негативний вплив всюдисущості автомобіля в місті (забруднення, затори, безладне паркування). 
Завдяки побудові трамваю центр міста став пішохідним, а паркування в центрі міста зменшилось завдяки заміським паркам і переїздам. 
Доступ до центру міста був закритий для автомобілів в 1992 році 
.
У 1995 році Траутманн була переобрана, що дало сигнал іншим мерам французьких міст, що відкриття трамваю вигідне для переобрання.

## Розширення

### Перший етап (1998)
4 липня 1998 року почалося перше розширення: лінію А було продовжено на 2,8 км далі на південь до Ількірш-Граффенстаден. 
Менш ніж через два місяці, 31 серпня 1998 року, лінія D (Ротонда — Етуаль  Полігон) почала працювати завдяки короткому віжгалуженню біля площі Етуаль. 
Ця нова лінія використовує колію лінії А протягом більшої частини свого маршруту, що забезпечує більшу частоту трамваїв у центрі міста. 

### Другий етап (2000)
Мережа була розширена 1 вересня 2000 року, коли лінії B і C (загальна довжина: 11,9 км) були введені в експлуатацію. 
Обидва маршрути виходять з однієї кінцевої зупинки, розташованої в Ельзау, житловому районі. 
Далі прямують колією, яка веде до центру міста, перетинаючи його з південного сходу на північний захід. 
На станції Homme de Fer лінії перетинають лінії A і D. 
Цей вузол став центром мережі. 
Дві лінії розходяться на станції République: лінія C прямує до кінцевої зупинки в районі Еспланада через університетську територію, тоді як лінія B прямує на північ, обслуговуючи виставковий центр Wacken. Потім він проходить через комуни Шильтігайм і Бішгайм, перш ніж досягти кінцевої станції Гоенгайм у комуні Гоенгайм. 

### Сполучення з регіональною залізницею (2002)
У вересні 2002 року кінцеву станцію Гоенгайм було з'єднано з TER Ельзас на лінії Страсбург — Лаутербург. 
Через рік у Криммері-Майнау була створена нова станція: поруч із однойменною трамвайною зупинкою була побудована залізнична станція, яка дозволяла здійснювати пересадки між лінією А (і лінією Е у 2007 році) та регіональними поїздами, що курсують на лінії Страсбург — Оффенбург. 

### Третій етап (2007)
Трамвайна мережа майже не змінювалася до 2007 року, коли була завершена нова черга розширень. 
Ці розширення мали бути завершені в 2006 році, але були відкладені через апеляції, подані декількома асоціаціями та трьома особами (включаючи двох радників Партії зелених) 
.
25 серпня 2007 року лінії C і D були продовжені, і лінія E була введена в експлуатацію. 
Лінію D подовжено до нової кінцевої станції (Арістід Бріан), тоді як лінію C подовжено на 4,2 км, що веде до центру Нойгофа, який раніше був анклавом у південному Страсбурзі. 
Дві лінії мають спільну колію завдовжки 600 м між станціями Ландсберг і Жан Жорес. 
Розширення також створило новий маршрут з півночі на південь, який обслуговує східну частину міста. 
Тим часом лінія E принесла серйозні зміни в мережу, оскільки це була перша гілка. 
Спільна колія з іншими лініями між Вакен і Baggersee, однією з його цілей було зменшити пересадочний трафік на Homme de Fer, станції, яка не обслуговується лінією. 

23 листопада 2007 року лінію E було подовжено на 2,5 км від Вакена до нової кінцевої зупинки Robertsau Boecklin, таким чином обслуговуючи будівлі в Європейському районі, такі як Європейський парламент.

### Четвертий етап (2008)
У 2008 році лінію B було подовжено у два етапи. 
Перше розширення, яке перемістило південну кінцеву станцію з Ельзау до Ostwald Hotel de Ville, було завершено 30 січня 2008 року. 
Другий етап було завершено 22 травня 2008 року, що призвело до подальшого розширення цієї частини лінії. до Лінгольсгайм-Тіргартель. 
Загальна довжина цих двох розширень становить 4,9 км, а весь проект розширення у 2007 — 2008 роках, мало кошторисну вартість 397,5 млн євро. 

Ці розширення перетворили мережу у формі хреста, зосереджену на Homme de Fer, у форму решітки з двома лініями, що проходять у тандемі вздовж ключових маршрутів у центрі міста. 
Це дозволило збільшити кількість пересадок і більше прямих сполучень між станціями разом із більшою частотою в центрі міста. 
 
Ця схема унікальна у Франції, але подібна до мереж у Швейцарії та Німеччині. 

На значних дільницях колії поточна мережа повторює стару мережу: Porte de l'hopital - Campus d'Illkirch (лінія A); Etoile Polygone - Арістід Бріан (лінія D); Graviere - Neuhof Rudolphe Reuss (лінія C); Montagne Verte - Homme de Fer - Gallia (лінія F); place de Bordeaux - Wacken і Droits de l'Homme - Robertsau Boecklin (лінія E); Центральний вокзал - Пон-де-Саверн (лінія С) і Пон-де-Саверн - Омм-де-Фер (лінія А) - загалом близько 14,4 км. 
Станції Homme de Fer не існувало в старій мережі: поруч була станція на Rue de la Haute Montée, яку зараз перетинають лінії B, C і F, тоді як Place Kléber була головним вузлом. 
Place de la République і place du Polygone були важливими вузлами в старій мережі. 
Трамваї перетинали центр міста з півночі на південь через вулиці Rue des Grandes Arcades і Rue du Vieux Marché aux Poissons: нинішня лінія A є відтворенням старої лінії 6/16, виведеної з експлуатації 1 січня 1960 року.

### Перша черга трамвая-потяга (2010)
Дві нові секції були завершені в 2010 році: Gare Centrale - Homme de Fer via Faubourg de Saverne, та Observatoire - Place d’Islande. Останній був побудований в очікуванні проекту трамвайної лінії (зараз покинутий) і був введений в експлуатацію 27 листопада 2010 року. 
Лінія C відмовилася від дістанції Homme de Fer-Elsau, взявши натомість маршрут Homme de Fer - Faubourg de Saverne - Gare Centrale . Наступного дня ініціатива громадян спонукала до запуску лінії F, яка обслуговувала маршрут Ельзау-Плас-д'Айленд , який включав дистанцію Хомм-де-Фер — Ельзау, від якої лінія С відмовилася. 

### Подальші розширення (з 2013 року)
У 2013 році лінії A і D були продовжені на північний захід. 
Для обох ліній було побудовано нові колії по 1 км для кожної. 
На лінії D було відкрито три нові станції (Paul Éluard , Marcel Rudloff і Poteries), а на лінії A — дві нові станції (Le Galet і Parc des Sports). 
Назву станції Hautepierre Maillon на лінії A було змінено на Cervantès. 

Наприкінці 2013 року розпочато роботу над подальшим розширенням лінії А від Illkirch-Lixenbuhl до центру міста Ількірш-Граффенстаден. Розширення було відкрито 23 квітня 2016 року, забезпечивши 1,8 км додаткового маршруту та три додаткові зупинки. 
Це коштувало 37 мільйонів євро, з яких мерія Страсбурга надала 29 мільйонів євро, уряд Франції вніс 5,3 мільйони євро, а 1,5 мільйона євро надійшло від департаменту Нижній Рейн. 

### Розширення до Келя

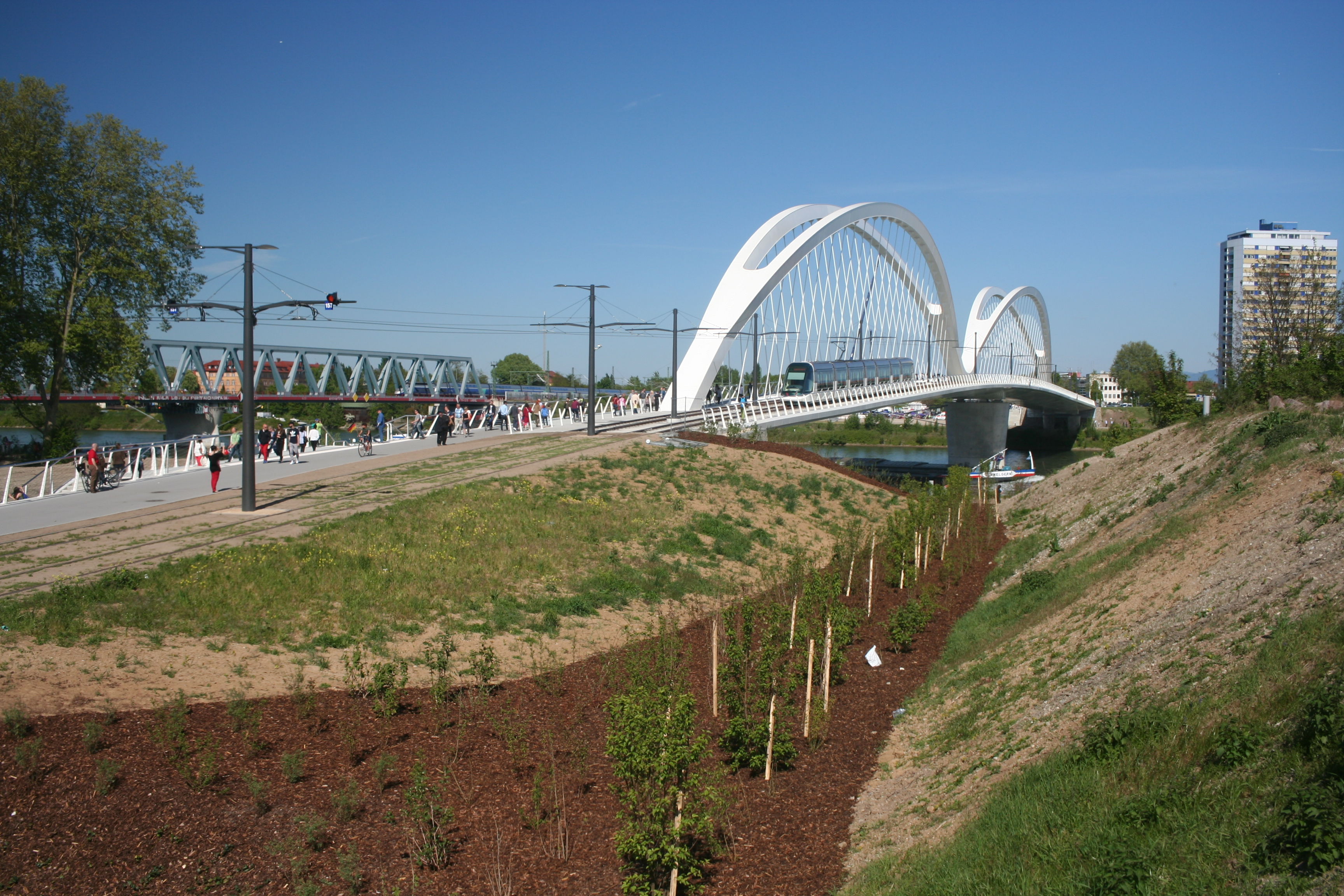
Міст Беатуса Ренана через Рейн до Келя

Подовження лінії D від колишньої кінцевої станції Арістіда Бріана до Келя в Німеччині відкрито 28 квітня 2017 року. 
Будівництво цього розширення передбачало будівництво нового мосту через Рейн — Міст Беатуса Ренана, яке розпочато в лютому 2014 року. 
Це розширення проходить відстань від колишньої кінцевої станції через решту Страсбурга до мосту через Рейн, що закінчується на станції Кель. 
Станом на 2018 рік розширення включало три нові зупинки у Франції та одну в Німеччині; ще два були додані в Німеччині з наступним розширенням, відкритим у 2018 році. 

## Поточна мережа
Станом на 31 серпня 2020 року мережа налічує 6 ліній 

із загальною довжиною 65 км. 

Однак через те, що багато ліній накладаються одна на одну, довжина мережі становить лише 49,8 км. 
Центром мережі є Homme de Fer, станція в центрі міста, де перетинаються 5 із 6 ліній. 
У пішохідному центрі міста трамвай ділить місце з пішоходами та велосипедистами. 
У передмістях трамвай ділить дорогу з автомобілями, але на трамваї не поширюються правила дорожнього руху, як і на інших французьких трамваях. Натомість трамвай використовує власну спеціальну систему сигналізації, яка має пріоритет над іншим транспортом на всіх перехрестях. 

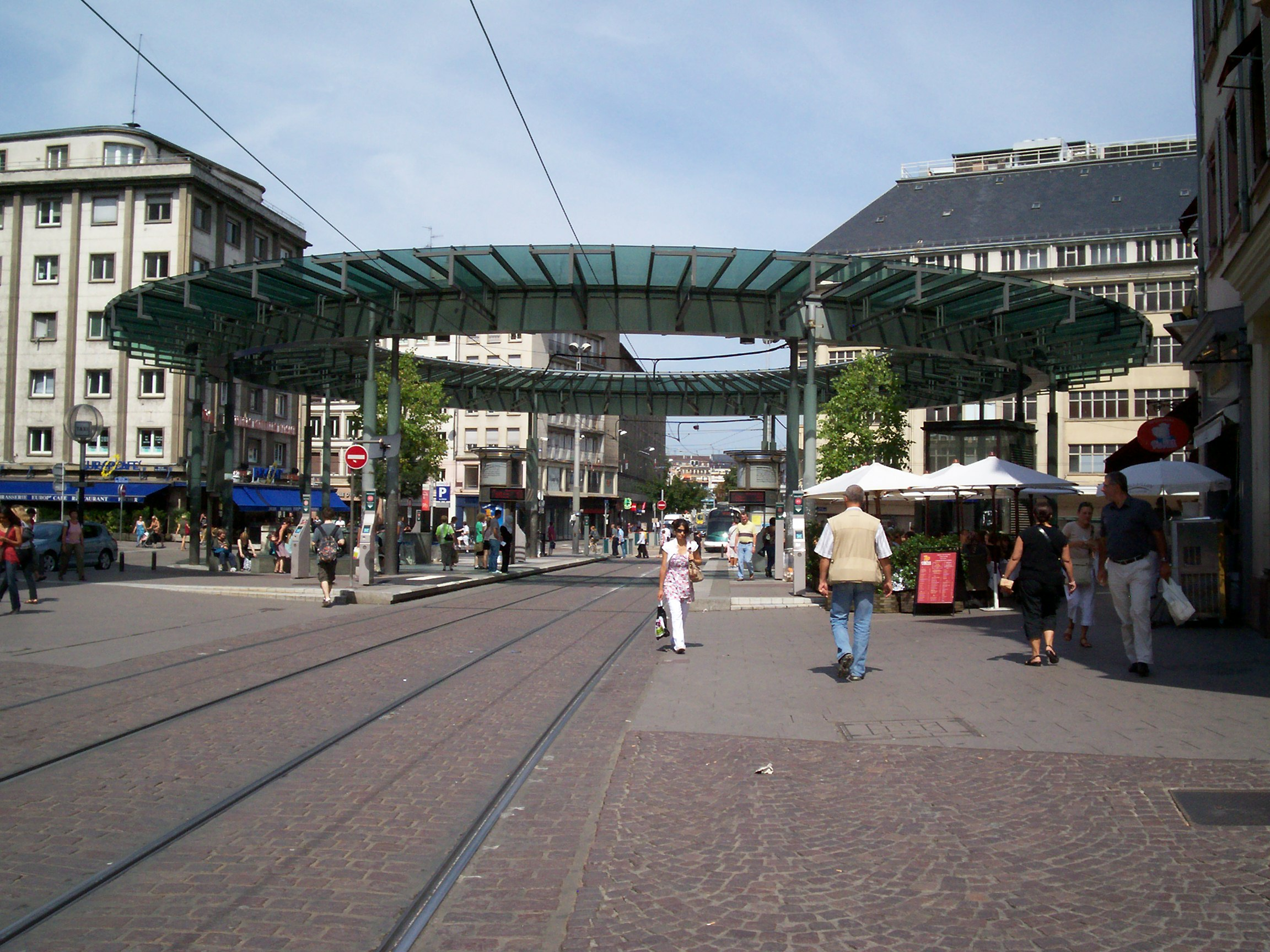
Homme de Fer

Шість маршрутів:
| A | Parc des Sports - Le Galet - Cervantès - Dante - Hôpital de Hautepierre - Ducs d'Alsace - Saint-Florent - Rotonde - Gare Centrale (underground) - Ancienne Synagogue Les Halles - Homme de Fer - Langstross Grand Rue - Porte de l'Hôpital - Etoile Bourse - Etoile Polygone - Schluthfeld - Krimmeri Stade de la Meinau - Émile Mathis - Hohwart - Baggersee - Colonne - Leclerc - Campus d'Illkirch - Illkirch Lixenbuhl - Illkirch Graffenstaden                  | 15.3 km |
| B | Lingolsheim Tiergaertel - Lingolsheim Alouettes - Borie - Ostwald Hôtel de Ville - Wihrel - Elmerforst - Martin Schongauer - Elsau - Montagne Verte - Laiterie - Musée d'Art Moderne - Faubourg National - Alt Winmärik (Vieux Marché aux Vins) - Homme de Fer - Place Broglie - République - Parc du Contades - Lycée Kléber - Wacken - Rives de l'Aar - Futura Glacière - Le Marais - Pont Phario - Lycée Marc Bloch - Le Ried - Général de Gaulle - Hoenheim Gare | 14.7 km |
| C | Gare Centrale - Faubourg de Saverne - Homme de Fer - Place Broglie - République - Gallia - Université - Observatoire - Esplanade - Winston Churchill - Landsberg - Jean Jaurès - Lycée Jean Monnet - Gravière - Kibitzenau - Saint Christophe - Neuhof Rodolphe Reuss | 8.1 km  |
| D | Poteries - Marcel Rudloff - Paul Eluard - Dante - Hôpital de Hautepierre - Ducs d'Alsace - Saint-Florent - Rotonde - Gare Centrale (underground) - Ancienne Synagogue Les Halles - Homme de Fer - Langstross Grand Rue - Porte de l'Hôpital - Etoile Bourse - Etoile Polygone - Landsberg - Jean Jaurès - Aristide Briand - Citadelle - Starcoop - Port du Rhin - Kehl Bahnhof - Kehl Rathaus                                                                        | 8.7 km  |
| E | Campus d'Illkirch - Hohwart - Lycée Couffignal - Krimmeri Meinau - Schluthfeld - Etoile Polygone - Landsberg - Winston Churchill - Esplanade - Observatoire - Université - Gallia - République - Parc du Contades - Lycée Kléber - Wacken - Parlement Européen - Droits de L'Homme - Robertsau Boecklin - Jardiniers - Mélanie - Robertsau L′Escale | 13.6 km |
| F | Comtes - Parc des Romains – Porte Blanche –Faubourg National - Alt Winmärik (Vieux Marché aux Vins) - Homme de Fer - Place Broglie - République - Gallia - Université - Observatoire - Place d'Islande | 7.32 km |

## Рухомий склад

### Eurotram
Коли нова мережа була вперше побудована в 1994 році, був спроектований новий рухомий склад.
Місто хотіло мати повністю низькопідлогові трамваї з новим дизайном. 
Між CTS та італійською компанією Socimi було створено партнерство під назвою Eurotram. 
Було встановлено суворі стандарти щодо ергономіки та естетики: місто наполягало на повністю низькій підлозі, з широкими дверима та електричними пандусами для інвалідних візків, щоб полегшити доступ і обслуговувати людей похилого віку та інвалідів. 
Кондиціонер було встановлено, незважаючи на поради виробників, що до недоцільності. 
Вигнуте переднє лобове скло закриває всю передню частину трамвая, надаючи йому футуристичного вигляду. Подібним чином, великі вікна були включені з боків трамвая, щоб створити у пасажирів враження, що вони подорожують «рухомим тротуаром». 
Eurotram також мав модульну конструкцію, головні блоки були з’єднані з пасажирськими блоками, з’єднаними один з одним за допомогою силових агрегатів, що спиралися на власні осі. 
Іншою примітною особливістю є відсутність поділу між пасажирськими вагонами; внутрішня частина трамваю — це один суцільний простір. 

26 Eurotram, побудованих компанією Socimi, були поставлені для експлуатації на лінії А між 1994 і 1995 роками. 
Ці трамваї мають довжину 33,1 м, мають 8 осей і максимальну місткість 210 пасажирів. 
Кожен трамвай складається з 3 пасажирських вагонів і дванадцяти двигунів, які розвивають загальну потужність 336 кВт. 
CTS розмістив друге замовлення, цього разу на 27 одиниць, які були поставлені між 1998 і 2000 роками. 
Замовлення включало десять 8-осьових трамваїв і сімнадцять 10-вісних трамваїв. 
Ці десятивісні трамваї, які називаються «Джамбо», мають довжину 43,05 м, вагу 51 т і можуть перевозити до 270 пасажирів у своїх 4-місних вагонах. Загальна потужність 424 кВт, вироблена шістнадцятьма двигунами. 

Попри те, що дизайн Eurotram загалом схвалювали за його зручність, він також отримав певну критику. 
Наприклад, двері піддавалися критиці за те, що вони надто повільно відкриваються/закриваються (це одинарні двері), що подовжує час перебування на станціях. 
Крім того, велике вікно над та навколо кабіни водія може призвести до того, що в кабіні стає занадто жарко, проблема, яку було вирішено за допомогою сонцезахисних шторок. 

### Alstom Citadis
Для роботи на нових дистанціях 2005 року потрібен був новий рухомий склад, тому місто оголосило тендер у 2003 році на нові трамвайні одиниці. 
15 липня 2003 року компанію Alstom було оголошено переможцем із її трамваєм Citadis. 
41 трамвай Citadis 403 був поставлений з 2005 року. 
Ці агрегати мають довжину 43,05 м, перевозять 288 пасажирів і мають десять осей. 
Вони важать 53,2 т і оснащені трьома двигунами загальною потужністю 720 кВт. 

На замовлення CTS трамваї переробили під Eurotram. 

Розподіл по осях на Citadis інший, і Citadis має додатковий візок під кабіною водія. 
Однією з переваг Citadis перед Eurotram є наявність подвійних дверей, які дозволяють швидше відкривати та закривати, мінімізуючи час, проведений на станціях. 

У 2014 році CTS підписала рамкову угоду з Alstom на постачання ще 50 трамваїв Citadis. 
Перші 12 трамваїв вартістю 41 000 000 євро були запущені в експлуатацію наприкінці 2016 року. 
Трамваї відповідали стандартам BOStrab для руху в Німеччині та використовуються на транскордонній лінії D, що продовжується до Келя, а також на лінії A. 